# Sjemenik
Sjemenik (lat. testis) je parna žlijezda muškog spolnog sustava, čija je uloga stvaranje muških spolnih hormona i stvaranje muških spolnih stanica (spermatogeneza).
Sjemenici se nalaze smješteni u posebnoj kožnoj vrećici koja naziva mošnje (lat. scrotum), zajedno s pasjemenicima, krvnim žilama, limfne žile  i živcima, a nalazi se izvan trbušne šupljine. 
Histološki, sjemenik je građen od niza zavijenih, isprepletenih, sitnih kanalića. Između kanalića nalazi se prostor ispunjen vezivnim tkivom s različitim vrstama stanica koji se naziva intersticij. 
Sve to je obavijeno čahurom gustog veziva koja se naziva tunica albuginea. Dio te vezivne čahura koji obavija stražnji dio sjemenika naziva se mediastinum testisa i od tuda u unutrašnjost sjemenika odlaze vezivne pregrade koje dijele sjemenik u režnjiće (oko 250) piramidalnog oblika. 
Sjemeni kanalići građeni su od zametnog epitela kojeg obavija vezivna ovojnica. Zametni epitel sadrži Sertolijeve stanice (potporne) i spolne stanice u različitim fazama spermatogeneze. Sertolijeve stanice imaju mnogo izdanaka kojim obavijaju spolne stanice i tako pružaju potporu, zaštitu i prehranu tijekom razvoja spermija. Sjemeni kanalići se dalje nastavljaju se do kanalića pasjemenika.
Intersticij sadrži Leydigove stanice čija je glavna uloga proizvodnja hormona (npr. testosterona).